# Silvano Beltrametti
Silvano Beltrametti (Obervaz, 22 marzo 1979) è un dirigente sportivo ed ex sciatore alpino svizzero, specialista delle prove veloci (supergigante e discesa libera).

## Biografia

### Carriera sciistica
Originario di Valbella, grande promessa dello sci elvetico e attivo in gare FIS dal gennaio del 1995, Beltrametti ottenne i primi risultati di prestigio nel 1996, quando conquistò la medaglia d'argento ai Mondiali juniores di Hoch-Ybrig nel supergigante. Nella medesima specialità il 27 gennaio 1997 a Val-d'Isère esordì in Coppa Europa, senza completare la prova; un mese dopo ai Mondiali juniores di Schladming vinse un'altra medaglia d'argento, questa volta nella discesa libera.
L'esordio in Coppa del Mondo avvenne il 16 gennaio 1998 nella discesa libera di Wengen, che non completò; ai successivi Mondiali juniores del Monte Bianco 1998 si aggiudicò la medaglia di bronzo nello slalom gigante. Il 25 novembre 2000 conquistò il primo podio in Coppa del Mondo, il 2º posto nella discesa libera di Lake Louise; ai successivi Mondiali di Sankt Anton am Arlberg 2001, sua unica presenza iridata, ottenne il 4º posto nella discesa libera e il 14º nel supergigante.
Il 7 dicembre 2001 conquistò il suo secondo e ultimo podio in Coppa del Mondo, arrivando 3º in supergigante a Val-d'Isère. Nella discesa libera del giorno successivo, sempre sulla stessa pista, Beltrametti fu protagonista di un'uscita di pista a oltre 100 km/h: lo sciatore svizzero sfondò le reti di protezione e, cadendo sulle rocce sottostanti, si lesionò la colonna vertebrale tra la sesta e la settima vertebra, rimanendo così paralizzato nella parte inferiore del corpo.

### Carriera dirigenziale
Dopo l'incidente e la riabilitazione completò gli studi e avviò varie iniziative professionali in ambito sportivo, dall'organizzazione di La Nuit blanche, il galà degli sport invernali svizzeri che si tenne a Davos dal 2003 al 2005, alla gestione del portale web skionline.ch, del quale fu amministratore delegato dal 2007 al 2010. In seguito ha assunto l'incarico di presidente del comitato organizzatore delle gare di Coppa del Mondo nella natia Lenzerheide.

## Palmarès

### Mondiali juniores
- 3 medaglie:
  - 2 argenti (supergigante a Hoch-Ybrig 1996; discesa libera a Schladming 1997)
  - 1 bronzo (slalom gigante a Monte Bianco 1998)

### Coppa del Mondo
- Miglior piazzamento in classifica generale: 20º nel 2001
- 2 podi:
  - 1 secondo posto
  - 1 terzo posto

### Campionati svizzeri
- 4 medaglie[4]:
  - 2 ori (discesa libera, supergigante nel 2001)
  - 2 argenti (discesa libera, supergigante nel 1998)

## Riconoscimenti
A Silvano Beltrametti è intitolata la pista di discesa libera a Lenzerheide.